# Xysticus caperatus
Xysticus caperatus är en spindelart som beskrevs av Simon 1875. Xysticus caperatus ingår i släktet Xysticus och familjen krabbspindlar. Inga underarter finns listade i Catalogue of Life.